# Io, tu, noi, tutti
Desáté Battistiho album Io, tu, noi, tutti se v roce 1977 v Itálii stalo po dobu čtrnácti týdnů nejprodávanějším albem a 2. nejprodávanějším v celém roce 1977. Bylo nahráno a vydáno v kalifornském Hollywoodu. Battisti tím chtěl zapůsobit na anglosaský hudební trh. Album však v Americe nezaujalo a opět se prodávalo nejlépe v Itálii.

## Seznam skladeb
V závorce je uveden počet hvězdiček dle CROSBOSP.

1. Amarsi un po' 5:04 (3)
2. L'interprete di un film 4:25 (4)
3. Soli 4:16 (3)
4. Ami ancora Elisa 6:39 (4)
5. Sì, viaggiare 6:04 (4)
6. Questione di cellule 4:14 (4)
7. Ho un anno di più 5:01 (4)
8. Neanche un minuto di 'non amore' 5:19 (3)